# Jeff Krosnoff
Jeffrey John Krosnoff (Tulsa, 24 settembre 1964 – Toronto, 14 luglio 1996) è stato un pilota automobilistico statunitense.
Nato nell'Oklahoma, è cresciuto a La Cañada, in California.

## Carriera
Dal 1989 al 1995, ha gareggiato nella Formula 3000 giapponese, disputando per tre volte anche la 24 ore di Le Mans, giungendo secondo nell'edizione del 1994, in cui condivise la sua Toyota con Eddie Irvine e Mauro Martini. Nel 1996 debutta nel campionato CART  alla guida di una Reynard-Toyota del team Arciero-Wells Racing con cui disputa 11 gare fino alla sua morte.

## La morte
Il 14 luglio 1996, durante la Molson Indy che annualmente si disputa a Toronto, a tre giri dalla fine la Reynard di Krosnoff toccò ruota-a-ruota la Penske dello svedese Stefan Johansson. La Reynard decollò letteralmente e si schiantò ad alta velocità contro le barriere protettive che delimitano il breve rettilineo, girando su sé stessa durante il volo e finendo per colpire anche un albero oltre il guardrail. Lo schianto fu terrificante: l'auto, spezzata in due, ricade sulla pista, con una delle metà che piombò addosso alla vettura dello stesso Johansson, illeso.
L'intervento immediato dei soccorsi trovò Krosnoff nei resti dell'abitacolo, purtroppo già cadavere per le gravi ferite alla testa e le numerose fratture riportate. Oltre al pilota, restò ucciso anche un commissario, Gary Arvin, colpito dalla ruota destra anteriore di Krosnoff, mentre un'altra addetta, Barbara Johnston, restò ferita alla testa in modo non grave.